# Holly Ringland
Holly Ringland es una escritora y eventual presentadora de televisión australiana. Su publicación más destacada es su novela The Lost Flowers of Alice Hart (Las flores perdidas de Alice Hart), publicada en 2018, que ganó el premio al libro de ficción general del año 2019 en los premios de la industria del libro australiano y se adaptó a una miniserie de televisión en 2023.

## Primeros años de vida
Ringland nació y creció en el sureste de Queensland y pasó la mayor parte de su infancia al cuidado de su madre soltera, Colleen, que trabajaba como maestra de escuela. Cuando tenía nueve años, su familia se mudó a América del Norte, alquiló una casa en Vancouver y viajó mucho por los parques nacionales de Canadá y Estados Unidos durante dos años.

## Carrera
Antes de convertirse en escritora, Ringland ocupó dintintos trabajos en Australia, desde camarera en Gold Coast Indy 300, entrada de datos, trabajo en un centro de llamadas y trabajos temporales. Fue a Canadá con una visa de trabajo cuando tenía 20 años, luego, cuando regresó a Australia, obtuvo un trabajo como responsable de medios en el parque nacional Uluru-Kata Tjuta, utilizando poesía en su exitosa solicitud escrita para el puesto.  Ringland informa que abandonó el área para escapar de una relación de violencia doméstica. Usó los ahorros de toda su vida para trasladarse al Reino Unido en 2009, donde estudió una maestría en escritura creativa en la Universidad de Mánchester.
Escribió su primera novela, The Lost Flowers of Alice Hart, en Mánchester y se publicó en 2018. Ringland afirma que el catalizador del libro fue su experiencia de vivir con violencia machista, que había silenciado sus ambiciones de ser escritora. El libro cuenta la historia de Alice Hart, que queda muda después de que su madre y su violento padre mueren, y es llevada con su abuela a la que no conocía y que dirige un refugio para mujeres víctimas de violencia doméstica. El libro ha sido traducido a más de 30 idiomas. En 2019, ganó el premio al libro de ficción general del año en los premios de la industria del libro australiano. En 2023, el libro se adaptó a una miniserie de siete capítulos del mismo nombre protagonizada por Sigourney Weaver.
En diciembre de 2019, Ringland y su pareja visitaron a la madre de Ringland en Australia para Navidad, aunque no pudieron regresar a casa debido a restricciones de viaje durante la pandemia de COVID-19. Posteriormente se vio obligada a convivir con su madre y su padrastro durante los siguientes tres años. Durante este tiempo, fue copresentadora del programa de ABC TV Back to Nature, que se centraba en explorar la naturaleza australiana. También escribió su segundo libro, The Seven Skins of Esther Wilding, a pesar de no tener acceso a su documentos de investigación y de no poder visitar los lugares de su novela para realizar investigaciones. El libro, que es una búsqueda de cuento de hadas de una hermana desaparecida, se publicó en 2022 con gran éxito de crítica.
En 2023, HarperCollins publicó el libro de no ficción de Ringland The House That Joy Build. El libro aborda ocho temas que Ringland ha experimentado ella misma, incluido el síndrome del impostor, la procrastinación y la duda, y analiza cómo maneja esos miedos y ansiedades. The  Sydney Morning Herald lo describió como una invitación «con los pies en la tierra» para personas que han querido explorar su creatividad «pero que por diversas razones no se atreven a hacerlo».